# Anacornia
Allomengea és un gènere d'aranyes araneomorfes de la subfamilia Erigoninae, pertanyent a la família Linyphiidae.
Fou descrit per primera vegada per Ralph Vary Chamberlin i Vaine Wilton Ivie l'any 1933.

## Distribució
Es pot trobar als Estats Units.

## Llista d'espècies
Segons The World Spider Catalog 12.0:
- Anacornia microps Chamberlin & Ivie, 1933
- Anacornia proceps Chamberlin, 1949